# Kunegunda Drwęska
Kunegunda z Drwęskich h. Gozdawa Wybicka (ur. ok. 1730, zm. 17 sierpnia 1775) – żona generała Józefa Wybickiego i wychowanka sawantki Marianny Skórzewskiej.

## Życiorys
Kunegunda Drwęska urodziła się ok. 1730 roku jako córka właściciela majątku Zdzarowita Judy Tadeusza Hieronima Drwęskiego i Marianny ze Skórzewskich. Opiekę nad nią sprawowała wujenka generałowa Skórzewska, przyjaciółka króla Prus Fryderyka Wielkiego. Przyszłego męża, Józefa Wybickiego, poznała w Berlinie w 1768 na chrzcinach wujecznego brata, Fryderyka Skórzewskiego, który imię otrzymał na cześć ojca chrzestnego króla Fryderyka.

W całym tym tłumie płci pięknej postrzegam jednę i już nie widzę, jak tylko ją samą! Ona tylko w mych oczach piękna, miła, ona figurą, kształtem, wdziękiem panowała reszcie; skromność nawet w jej stroju smaku pełnym, rzucała cień na błyszczadła i blaski bogactwa […] przedzieram się do Druwa i pytam o imię tej piękności. On, postrzegłszy oko me zbłąkane, odpowiada z uśmiechem... Kunusia.

W 1773 roku Kunegunda wyszła za Józefa Wybickiego, który poprosił o jej rękę Mariannę Skórzewską listownie. Ślub (bez błogosławieństwa matki Wybickiego, przeciwnej związkowi z uwagi na niezamożność i wiek panny młodej) odbył się w kaplicy dworskiej w Margońskiej Wsi. Udzielił go kanonik Stanisław Rayski. Po ślubie małżeństwo zamieszkiwało w Margońskiej Wsi, Choryni i Będominie.
Zmarła będąc w ciąży w 1775 roku. Została pochowana w kaplicy rodowej Matki Boskiej Pocieszenia kościoła klasztornego bernardynów w Gołańczy. Miejsce pochówku (w towarzystwie trumien jej brata, Antoniego i świadka na ślubie Wybickich, Józefa Brezy) wybrała dobrodziejka klasztoru, Anna z Malechowskich Ciecierska. Koszt pogrzebu wyniósł tysiąc złotych polskich. W 1822 wszystkie ciała z klasztoru, na polecenie władz pruskich, przeniesiono na cmentarz przyklasztorny, w sąsiedztwo figury św. Jana Nepomucena. Te same władze w 1870 zlikwidowały cmentarz przykościelny, a prochy przeniosły w niewiadome miejsce, nie zezwalając na posługę duchownego.
Po śmierci Kunegundy Józef Wybicki przez wiele lat utrzymywał kontakty z rodziną Drwęskich – w 1808 roku został ojcem chrzestnym córki sędziego Bonifacego Drwęskiego, bratanka Kunegundy, niemniej skończyły się jego ścisłe związki z Wielkopolską. Żonę nazywał zdrobniale "Kunusią".